# Uwe Zötzsche
Uwe Zötzsche (* 15. September 1960 in Zwenkau) ist ein ehemaliger deutscher Fußballspieler. In der höchsten Spielklasse des DDR-Fußballs, der Oberliga, spielte er für den 1. FC Lokomotive Leipzig. Mit dem 1. FC Lok wurde er dreimal ostdeutscher Pokalsieger. Zötzsche spielte 38 Mal in der DDR-A-Nationalmannschaft.

## Sportliche Laufbahn

### Gemeinschafts-, Club- und Vereinsstationen
Zötzsche begann 1968 bei der BSG Motor Eythra. Als Zehnjähriger wechselte er zur BSG Chemie Leipzig und schloss sich 1974 dem 1. FC Lokomotive Leipzig an. Nachdem er im Spieljahr 1978/79 in der Nachwuchsoberligamannschaft gespielt hatte, wurde er zur Saison 1979/80 als Verteidiger in den Kader der Oberligaelf aufgenommen. Der noch in der Ausbildung zum Elektromonteur stehende Zötzsche gab seinen Einstand höchsten Spielklasse des DDR-Fußballs am 3. Spieltag, ausgetragen am 29. August 1979, als er in der Begegnung FC Rot-Weiß Erfurt gegen 1. FC Lok (1:2) in der 15. Minute für den früheren Nationalspieler Joachim Fritsche eingewechselt wurde. Bereits in seiner ersten Oberligasaison kam der 1,84 Meter große Verteidiger auf 20 Punktspieleinsätze und blieb bis 1988 Stammspieler der Lok-Mannschaft. Seine größten Erfolge feierte er im FDGB-Pokalwettbewerb. Bei allen drei Pokalgewinnen von Lok Leipzig in diesen Jahren – also 1981, 1986 und 1987 – stand er in der Endspielmannschaft der Sachsen.
Unsterblich machte er sich für die Lok-Anhänger im Europapokal der Pokalsieger 1986/87 beim Halbfinalrückspiel gegen Girondins Bordeaux am 22. April 1987 im Leipziger Zentralstadion: In der 108. Spielminute verschoss Zötzsche einen Elfmeter. Beim späteren Elfmeterschießen bewies der Nationalspieler durch das erneute Anlaufen Mut und konnte den Ball im Kasten der Franzosen versenken. Er stand daraufhin mit seiner Mannschaft im Finale, das jedoch gegen Ajax Amsterdam mit 0:1 verlorenging.
Während seiner letzten beiden Leipziger Spielzeiten 1988/89 und 1989/90 wurde er nur noch 11- beziehungsweise 17-mal eingesetzt. In seiner elfjährigen Zeit in der 1. Mannschaft spielte Zötzsche für den 1. FC Lok in 243 Oberligapunktspielen und bestritt 39 nationale und 34 Europapokalpartien. In diesen 316 Pflichteinsätzen erzielte er als etatmäßiger Verteidiger 65 Tore.
1990 wechselte Zötzsche für eine Saison in die 2. französische Liga zu Racing Straßburg und bestritt dort 29 Punktspiele. Im Sommer 1991 kehrte er nach Deutschland zurück und spielte ein Jahr für den KSV Hessen Kassel in der Oberliga Hessen. Von 1992 bis 1994 trat Zötzsche nach der Rückkehr in seine sächsische Heimat beim 1. FC Markkleeberg in der damals drittklassigen NOFV-Amateur-Oberliga an. Anschließend wurde er Freizeitfußballer beim Bezirksligisten VfB Zwenkau 02.

### Auswahleinsätze
Zötzsche bestritt mit der ostdeutschen Juniorennationalelf 21 und mit der Nachwuchsauswahl des DFV acht Länderspiele. Ab Beginn der 1980er-Jahre gehörte der Lok-Fußballer zum Kader der A-Nationalmannschaft der DDR. Dort kam er am 14. April 1982 in Leipzig beim Freundschaftsspiel DDR – Italien (1:0) als linker Verteidiger zu seinem ersten A-Länderspiel. Bis 1988 wurde er in 38 Länderspielen eingesetzt und erzielte fünf Tore.
In den Jahren 1983 und 1984 gehörte Zötzsche zum Aufgebot der DDR-Olympiamannschaft, für die er sieben Qualifikationsspiele auf dem Weg nach Los Angeles bestritt. Obwohl sich die DDR für das olympische Fußballturnier 1984 qualifizieren konnte, wurde Zötzsche aufgrund des Boykotts der sozialistischen Länder um die Teilnahme gebracht.